# Puya grafii
Puya grafii är en gräsväxtart som beskrevs av Werner Rauh. Puya grafii ingår i släktet Puya och familjen Bromeliaceae. Inga underarter finns listade i Catalogue of Life.

## Bildgalleri

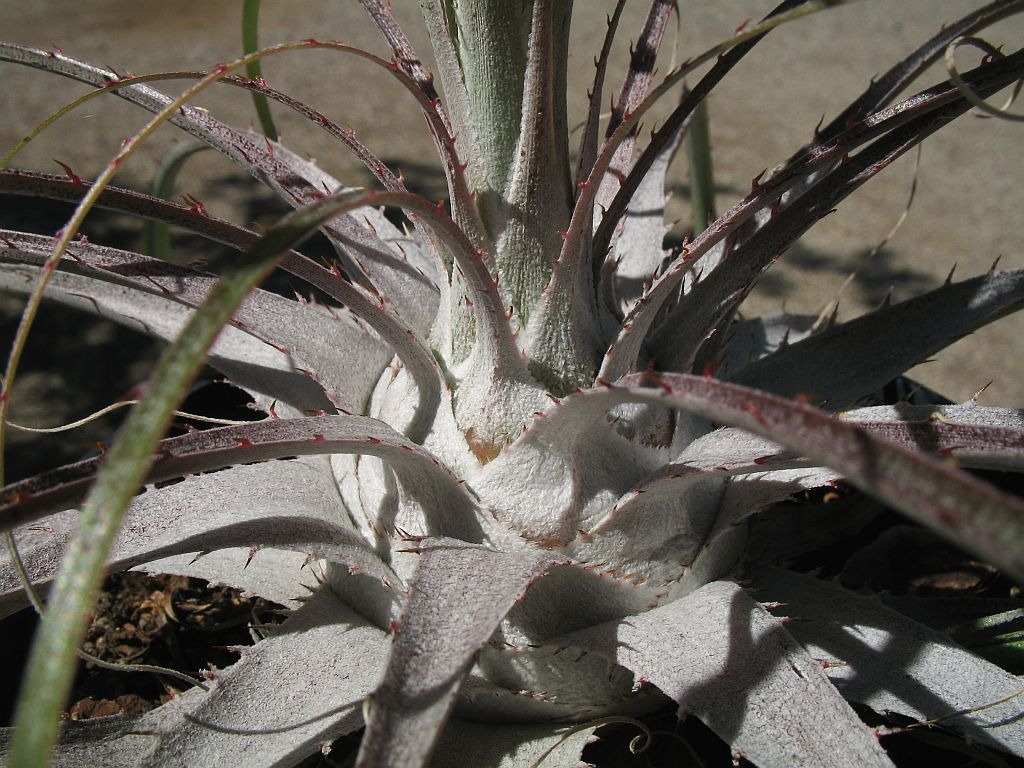
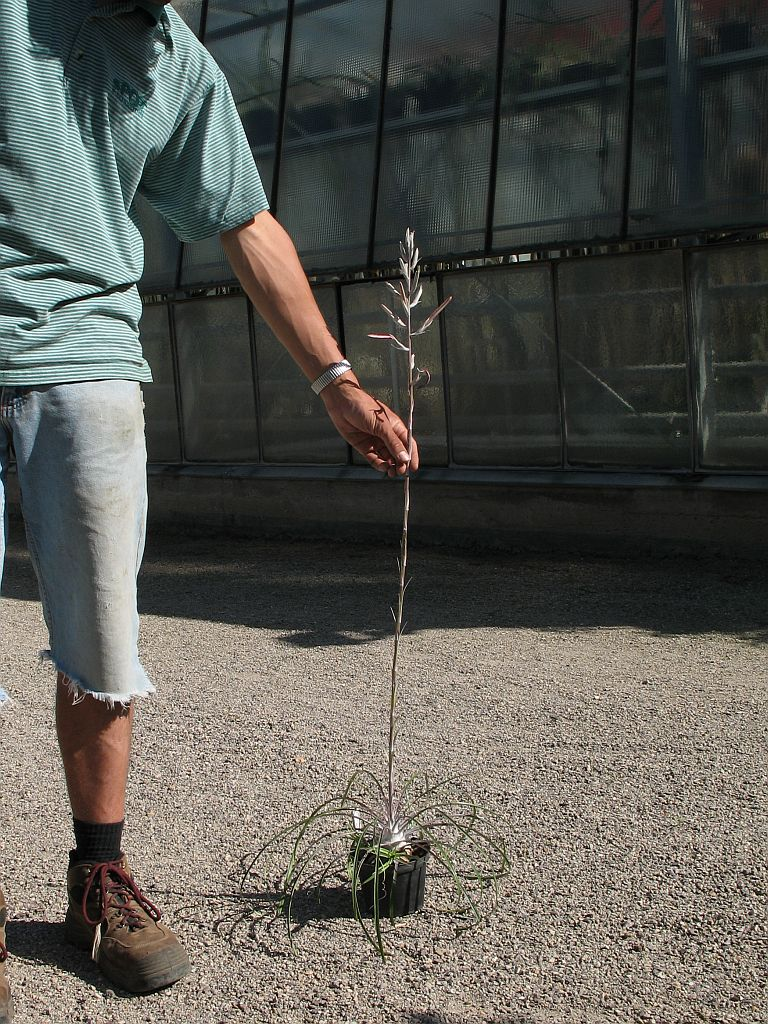
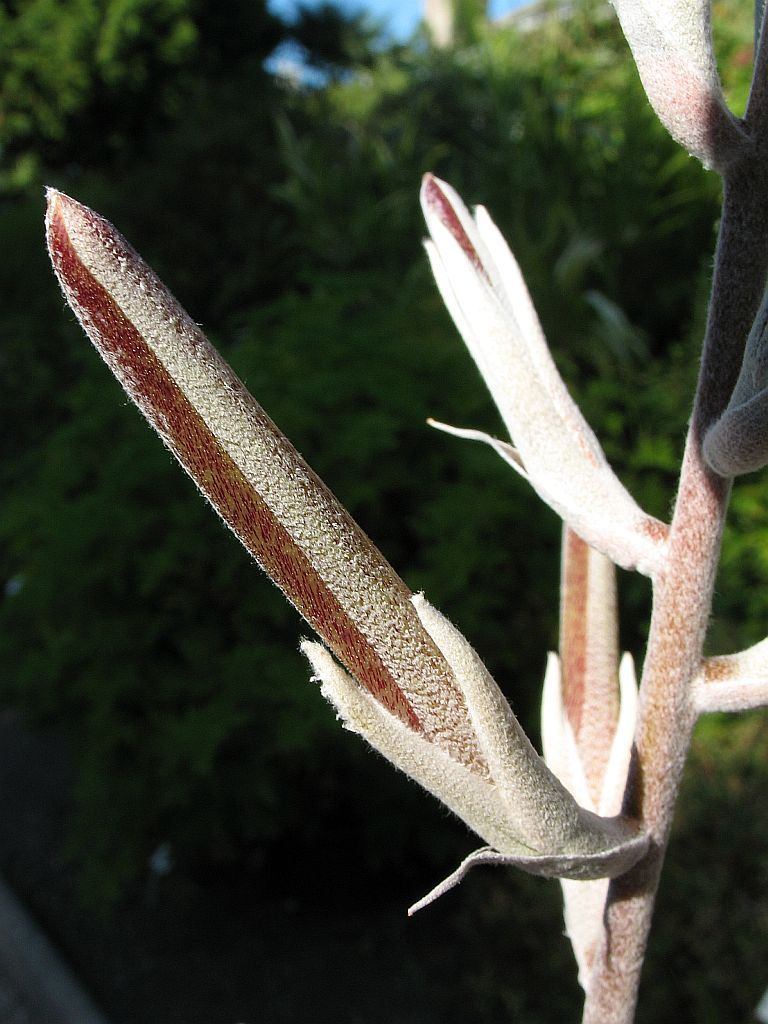
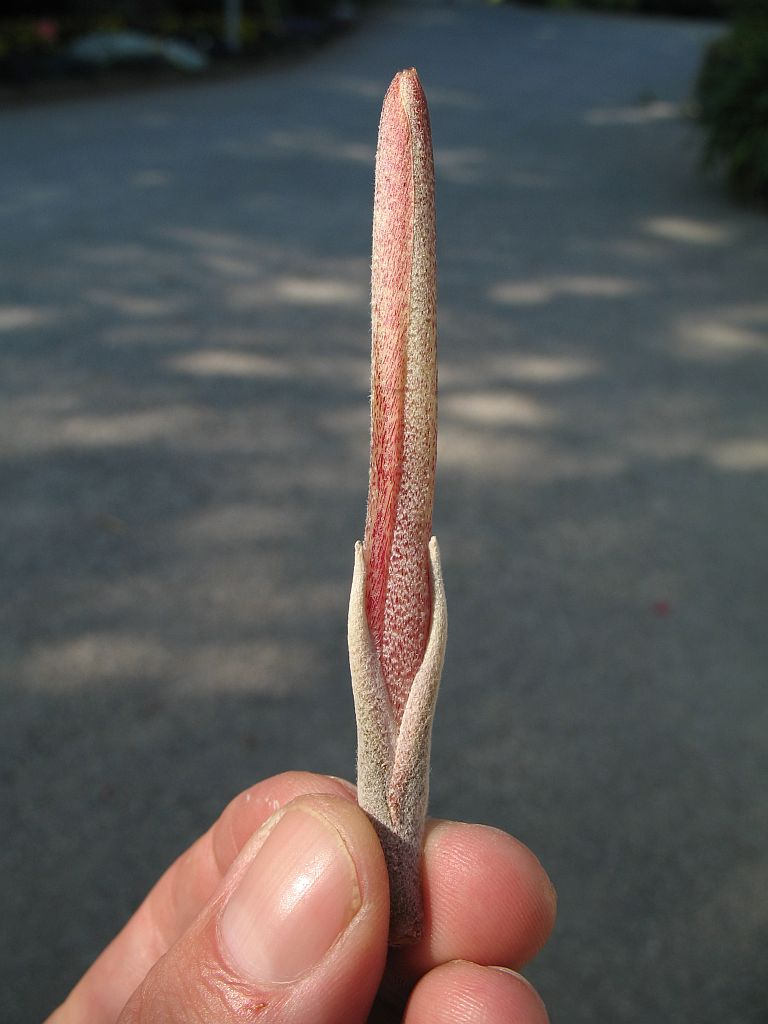